# Jalda
Jalda è una suddivisione dell'India, classificata come census town, di 11.957 abitanti, situata nel distretto di Sundergarh, nello stato federato dell'Orissa. In base al numero di abitanti la città rientra nella classe IV (da 10.000 a 19.999 persone).

## Geografia fisica
La città è situata a 22° 11' 28 N e 84° 50' 34 E.

## Società

### Evoluzione demografica
Al censimento del 2001 la popolazione di Jalda assommava a 11.957 persone, delle quali 6.122 maschi e 5.835 femmine. I bambini di età inferiore o uguale ai sei anni assommavano a 1.466, dei quali 758 maschi e 708 femmine. Infine, coloro che erano in grado di saper almeno leggere e scrivere erano 7.541, dei quali 4.493 maschi e 3.048 femmine.